# Rafael Llopis
Rafael Llopis Paret (Madrid, 17 de abril de 1933 - Pozuelo de Alarcón, 24 de marzo de 2022) fue un psiquiatra, ensayista y traductor español, especializado en literatura fantástica y de terror. En su faceta de divulgador, se le considera, junto con el traductor Francisco Torres Oliver, uno de los mayores impulsores del género macabro y de misterio en lengua castellana.

## Biografía
Hijo de un psiquiatra republicano, estudió la carrera de Medicina en la Universidad Complutense, de Madrid. Como psiquiatra, trabajó en distintos centros de salud de la Comunidad de Madrid, hasta su jubilación, producida en 1998. En su calidad de médico, en los años sesenta pasó largas temporadas en Ginebra como traductor de inglés y francés para la OMS.
Ya desde sus años de bachillerato se interesaba por la literatura fantástica, que, a falta de publicaciones en castellano, leía con soltura en francés. Muy interesado en la obra de Sheridan Le Fanu, autor poco traducido al español en sus tiempos, Llopis aprendió inglés leyéndolo con la sola ayuda de un diccionario. También leyó de esta forma a otros escritores de literatura fantástica no accesibles en francés.
A partir de los años 1960, compaginándolo con su profesión médica, comenzó a publicar variadamente sobre el tema de la literatura fantástica, colaborando en periódicos, revistas literarias y en editoriales como Alianza. De este modo, Llopis llegó a convertirse en una autoridad en la figura de autores tan importantes como H. P. Lovecraft, escritor de terror apenas conocido en España hasta la publicación, a su cargo, de la célebre antología Los Mitos de Cthulhu (1969) (véase Mitos de Cthulhu). Esta obra recogía además, por primera vez, narraciones de muchos de los autores del llamado Círculo de Lovecraft, como Robert E. Howard, Frank Belknap Long, Clark Ashton Smith, etc., así como de sus herederos literarios directos: Robert Bloch, August Derleth y Ramsey Campbell, entre otros.

Con esta antología —escribió Llopis en el prólogo— pretendo presentar al público de habla castellana un panorama completo de los Mitos de Cthulhu.[...] En la literatura fantástica, como es lógico, el pobre muerto -en el fondo tan inocente- resultó incapaz por sí solo de torcer el curso del terror real, de desarraigarlo de sus orígenes objetivos. No sólo ya nadie creía en él, sino que ni siquiera daba miedo como en tiempos de madame du Deffand. Y los escritores fantásticos siguieron el camino de Machen y exploraron nuevos horizontes. [...] Pero de todos ellos, el que mejor supo expresar la angustia de su tiempo -expresando simplemente la suya propia- fue Howard Phillips Lovecraft.
 Prólogo a la primera edición

Fue también responsable de Cuentos de Terror (Editorial Taurus, 1963), del extenso estudio Historia natural de los cuentos de miedo (publicado originariamente por la editorial Júcar en 1974) y de la edición en tres volúmenes de la Antología de cuentos de terror (Alianza Editorial, 1981).
Es autor asimismo de El novísimo Algazife o Libro de las Postrimerías, «libro inclasificable que propone una nueva lectura de los mitos egipcios y los de Cthulhu, a los que hace coincidir, entre vampiros, extraterrestres y moros encantados, en una danza macabra como las del milenio pasado».
En 1985, el libro Literatura fantástica, de editorial Siruela, publicó uno de sus ensayos: El cuento de terror y el instinto de la muerte, junto a otros textos de Borges, Italo Calvino, Carlos García Gual, etc.  En dicho ensayo, reeditado en 2013, Llopis define el cuento de terror como aquel género literario

cuya finalidad primordial es producir, como decía Walter Scott, "un agradabable estremecimiento de terror sobrenatural". Me refiero a un tipo de relato cuya materia prima no es tanto la muerte en sí como lo que haya o pueda haber después de la muerte: lo sobrenatural, la vivencia del Más Allá.

En 2013 publicó una nueva edición «exhaustivamente revisada» de su Historia natural de los cuentos de miedo, «primer estudio sistemático sobre la literatura de terror desde sus comienzos hasta sus últimos desarrollos, emparentados con la ciencia ficción», edición en la que colaboró actualizando contenidos el crítico y escritor José Luis Fernández Arellano.
La Asociación Española de Fantasía y Ciencia Ficción le entregó en 2015 el Premio Gabriel a la labor de una vida.